# Tribehou
Tribehou település Franciaországban, Manche megyében. Lakosainak száma 511 fő (2022. január 1.). Tribehou Saint-André-de-Bohon, Graignes-Mesnil-Angot, Marchésieux, Remilly Les Marais és Pont-Hébert községekkel határos.

## Népesség
A település népessége az elmúlt években az alábbi módon változott:
| Lakosok száma | 638  | 528  | 499  | 516  | 517  | 533  | 533  | 520  | 515  | 511  |
|               | 1968 | 1982 | 1990 | 2006 | 2013 | 2015 | 2017 | 2019 | 2020 | 2022 |